# Instituto Federal de Rondônia
O Instituto Federal de Educação, Ciência e Tecnologia de Rondônia é uma instituição brasileira que oferece educação básica, profissional e superior, de forma "pluricurricular". O instituto foi criado mediante uma integração da Escola Técnica Federal de Rondônia como a de Guajará-Mirim, Colorado do Oeste, além dos campi em Cacoal, Ji-Paraná, Ariquemes, Vilhena e Jaru. Sua reitoria está instalada em Porto Velho, Rondônia. Oferece ensino médio integrado a cursos técnicos, e cursos técnicos concomitantes e subsequentes, cursos superiores, e pós, nos: Campus Ji-Paraná, Campus Colorado do Oeste, Campus Ariquemes, Campus Vilhena, Campus Porto Velho Zona Norte, Campus Porto Velho Calama, Campus São Miguel do Guaporé e Campus Jaru.

## Histórico
O Instituto Federal de Educação, Ciência e Tecnologia de Rondônia - IFRO, autarquia federal vinculada ao Ministério da Educação - MEC, foi criado através da Lei Nº. 11.892, de 29 de dezembro de 2008. A referida lei reorganizou a Rede Federal de Educação Profissional, Científica e Tecnológica composta pelas Escolas Técnicas, Agrotécnicas e CEFET’s, transformando-os em Institutos Federais de Educação, Ciência e Tecnologia.
O IFRO é uma instituição especializada na oferta de educação profissional e tecnológica atuando também na educação básica e superior, na pesquisa e no desenvolvimento de produtos e serviços em estreita articulação com a sociedade.
Territorialmente, o Instituto Federal de Rondônia está presente em vários municípios do estado, ofertando Educação presencial em 11 (onze) unidades, sendo 01 (uma) Reitoria, 09 (nove) Campi e 01 (um) Campus Avançado, 44 polos em parceria com prefeituras e 12 polos em parceria com a CAPES (UAB) no Estado de Rondônia, 11 polos em Paraíba, 1 polo em Pernambuco, 2 polos em Minas Gerais e 1 um polo internacional em Guayaramerín - Bolívia.

## Áreas de Atuação Acadêmica
No campo do Ensino, o IFRO atua na oferta de educação presencial e a Distância (EaD). No ensino básico, oferta cursos técnicos profissionalizantes, integrados ao ensino médio e cursos subsequentes a este; no Ensino Superior atua na oferta de cursos presenciais de graduação nas áreas tecnológicas, licenciaturas e bacharelado; atua também, na oferta de cursos de Especialização Lato Sensu, presencial.
Na modalidade EaD, o IFRO destaca-se na oferta de cursos de Formação Inicial e Continuada, cursos técnicos profissionalizantes e cursos de Especialização Lato Sensu.
Na busca de inovações tecnológicas e difusão de conhecimentos científicos, o IFRO promove pesquisas básicas e aplicadas e apresenta seus resultados em congressos e eventos do gênero, bem como os publica em periódicos e revistas, especialmente em meio eletrônico.
Na extensão em conformidade com os princípios e finalidades da educação profissional e tecnológica e em articulação com o mundo do trabalho e os segmentos sociais, o Instituto atua fortemente na oferta de cursos do catálogo Nacional de Cursos da Rede E-TEC, considerando as potencialidades dos Arranjos Produtivos Locais, com especial atenção às localidades afastadas dos centros urbanos.

## Missão, Visão e Valores do Instituto
MISSÃO
“Promover educação profissional, científica e tecnológica de excelência, por meio da integração entre ensino, pesquisa e extensão, com foco na formação de cidadãos comprometidos com o desenvolvimento humano, econômico, cultural, social e ambiental sustentável.”
VISÃO
“Consolidar a atuação institucional, sendo reconhecido pela sociedade como agente de transformação social, econômica, cultural e ambiental de excelência.”
VALORES
“Ética, transparência, comprometimento, equidade, democracia, respeito e efetividade.”

## Estrutura
Reitoria
Como órgão executivo, à Reitoria cabe a coordenação e a supervisão de todas as atividades da autarquia através de uma gestão interdependente entre Reitoria e os Câmpus.  Este modelo de gestão pretende garantir a construção e a execução, de forma participativa, das diretrizes institucionais comuns nas dimensões do ensino, pesquisa, extensão e administração.
A administração da Reitoria está subordinada ao Conselho Superior, órgão máximo da Instituição. Sua estrutura administrativa é formada pelo Reitor, Pró-Reitorias, Gabinete, Diretorias Sistêmicas, Auditoria Interna, Assessoria de Comunicação e Procuradoria Jurídica, além dos órgãos colegiados.
A sede fica localizada na  Avenida Lauro Sodré em Porto Velho - RO
Campi
O IFRO possui 10 unidades distribuídas pelo estado de Rondônia, em 9 municípios diferentes. Apenas o município de Porto Velho conta com mais de uma, sendo elas o Campus Porto Velho Zona Norte e o Campus Porto Velho Calama.

## Ensino
TÉCNICOS
Técnicos Integrados
- Técnico em Agroecologia (Cacoal)
- Técnico em Agropecuária(Ariquemes, Cacoal, Colorado do Oeste)
- Técnico em Alimentos (Ariquemes, Jaru)
- Técnico em Comércio (Jaru)
- Técnico em Edificações(Porto Velho Calama, Vilhena)
- Técnico em Eletromecânica (Vilhena)
- Técnico em Eletrotécnica (Porto Velho Calama)
- Técnico em Florestas (Ji-Paraná)
- Técnico em Informática (Cacoal, Ji-Paraná, Porto Velho Calama, Vilhena)
- Técnico em Manutenção e Suporte em Informática (Ariquemes)
- Técnico em Química (Ji-Paraná, Porto Velho Calama)
- Técnico em Segurança do Trabalho (Jaru)

Técnicos Subsequentes
- Técnico em Agropecuária (Cacoal)
- Técnico em Agronegócio (Jaru)
- Técnico em Administração (Porto Velho Zona Norte)
- Técnico em Alimentos  (Colorado)
- Técnico em Comércio (Jaru)
- Técnico em Edificações (Porto Velho Calama, Vilhena)
- Técnico em Eletromecânica (Vilhena)
- Técnico em Eletrotécnica (Porto Velho Calama)
- Técnico em Finanças (Porto Velho Zona Norte)
- Técnico em Informática (Ji-Paraná)
- Técnico em Informática para Internet(Porto Velho Zona Norte)
- Técnico em Manutenção e Suporte em Informática (Porto Velho Calama, Vilhena)
- Técnico em Segurança do Trabalho (Jaru)

Técnicos Concomitantes
- Técnico em Finanças (Porto Velho Zona Norte)
- Técnico em Informática para Internet (Porto Velho Zona Norte)
- Técnico em Manutenção e Suporte em Informática (Guajará-Mirim)
- Técnico em Administração (Porto Velho Zona Norte)
- Técnico em Computação Gráfica (Porto Velho Zona Norte)
- Técnico em Cooperativismo (Porto Velho Zona Norte)
- Técnico em Recursos Humanos (Porto Velho Zona Norte)

GRADUAÇÃO
Licenciatura
- Licenciatura em Ciências Biológicas (Ariquemes, Colorado do Oeste)
- Licenciatura em Matemática (Cacoal, Vilhena)
- Licenciatura em Química (Ji-Paraná)
- Licenciatura em Física (Porto Velho Calama)

Tecnólogo
- CST em Gestão Ambiental (Colorado do Oeste)
- CST em Tecnólogo em Laticínios (Colorado do Oeste)
- CST em Análise e Desenvolvimento de Sistemas (Ji-Paraná, Porto Velho Calama e Vilhena)
- CST em Gestão Pública (Porto Velho Zona Norte)
- CST em Agronegócio (Cacoal)
- CST em Gestão Comercial (Porto Velho Zona Norte)
- CST em Redes de Computadores ( Porto Velho Zona Norte )

Bacharelado
- Arquitetura e Urbanismo ( Vilhena )
- Engenharia Agronômica ( Colorado do Oeste )
- Engenharia de Controle e Automação ( Porto Velho Calama )
- Medicina Veterinária (Jaru)
- Zootecnia ( Colorado do Oeste, Cacoal )

Pós-Graduação
- Planejamento Estratégico em Gestão Pública (Porto Velho Zona Norte)

## Ingresso
Processo Seletivo

O processo seletivo do IFRO para ingresso aos cursos técnicos é realizado duas vezes ao ano. As inscrições ocorrem, normalmente, nos meses de maio e outubro. Desde 2017, o IFRO adota como forma de ingresso a análise de histórico escolar. Dependendo das especificidades do curso, podem ocorrer outros processos de classificação.